# Ovikens landskommun
Ovikens landskommun var tidigare en kommun i Jämtlands län.

## Administrativ historik
Ovikens landskommun inrättades 1 januari 1863 i Ovikens socken i Jämtland när 1862 års kommunalförordningar trädde i kraft.
Den 1 januari 1952 (enligt beslut den 2 december 1949) överfördes från Ovikens landskommun och församling till Övre Ljungadalens landskommun och Åsarne församling vissa områden (fastigheterna Galberget, Lövdalen, Viken 1:4, 2:4 och 3:6 samt del av Tossåsfjäll) med 25 invånare (den 31 december 1950) och omfattande 120,55 km², varav 116,70 km² land.
Vid kommunreformen 1952 gick Myssjö landskommun upp i Oviken.
Den 1 januari 1954 överfördes från Ovikens landskommun och församling till Hallens landskommun och Marby församling ett område med 20 invånare och omfattande en areal av 4,86 km², varav allt land.
1971 blev kommunen en del av den nya Bergs kommun.

### Kyrklig tillhörighet
I kyrkligt hänseende tillhörde kommunen Ovikens församling. Den 1 januari 1952 tillkom Myssjö församling.

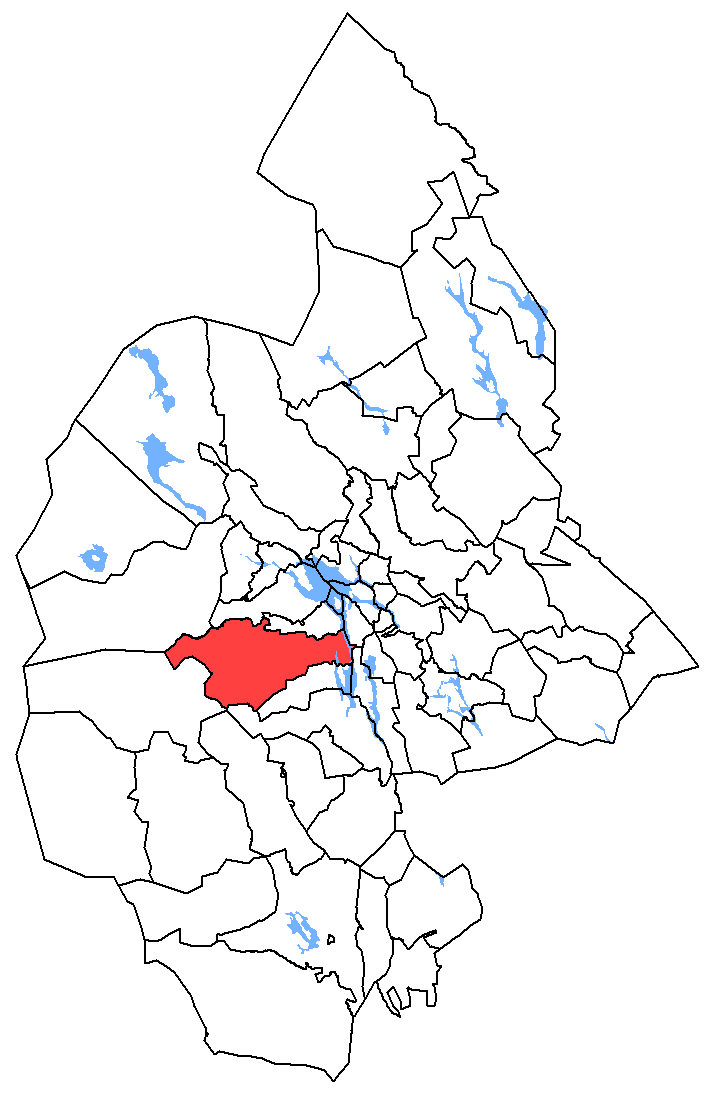
Ovikens landskommuns ursprungliga omfattning 1863-1951.

## Geografi
Ovikens landskommun omfattade den 1 januari 1952 en areal av 1 203,75 km², varav 1 133,60 km² land.

### Tätorter i kommunen 1960
I Ovikens landskommun fanns den 1 november 1960 ingen tätort. Tätortsgraden i kommunen var då alltså 0,0 procent.

## Politik

### Mandatfördelning i valen 1938-1966
| 12 | 4 | 6 | 3 |

| 24 |

| 11 | 7 | 5 | 2 |

| 23 |

| 8 |  | 11 | 3 | 2 |

| 22 |

| 12 | 15 | 7 |  |

| 31 |

| 12 | 14 | 5 | 4 |

| 32 |

| 10 | 16 | 5 | 4 |

| 31 |

| 11 | 15 | 5 | 4 |

| 31 |

| 9 | 17 | 5 | 4 |

| 31 |